# 1104 w polityce

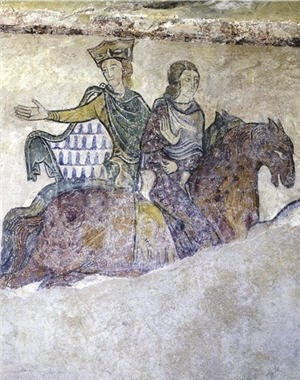
Eleonora Akwitańska

Wydarzenia polityczne w 1104 roku.

## Wydarzenia
- Alfons I Waleczny został królem Nawarry i Aragonii[1].

## Urodzili się
- Robert de Beaumont, kanclerz Anglii[2].

## Zmarli
- 27 września Piotr I, król Aragonii[3].